# 몸통

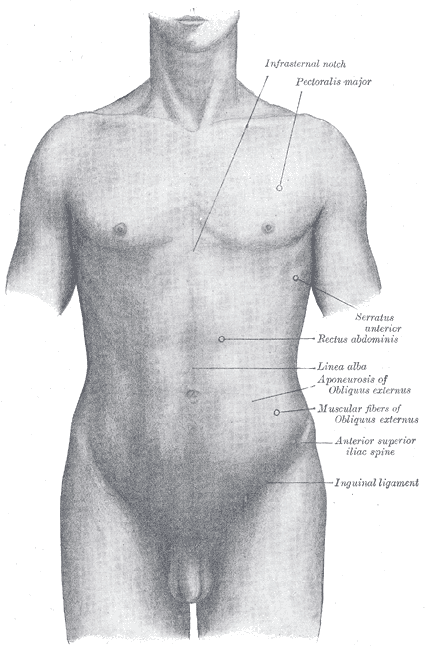

몸통(trunk) 또는 토르소(torso)는 인간을 포함한 동물체의 중심부로 머리, 목, 사지, 꼬리 등을 제외한 부분을 일컫는 해부학 용어이다. 몸통은 흉부와 복부를 포함한다. 동체(胴體)라고도 한다.
미술 분야에서 몸통은 두부(頭部)와 사지(四肢)가 없고 동체만 있는 조각상을 의미하기도 한다. 원래는 고대의 전신상에서 머리와 사지가 파손된 불완전 작품이나 또는 제작 도중에 그만둔 미완성 작품으로 여겼으나 로마 이후, 인체의 양감과 살이 붙은 모양을 집중적으로 표현하는 제재가 되어 독립된 의의를 갖게 된다. 토르소는 옷을 만들때에도 사용되며 맞춤옷을 만들때에도 유용하게 사용된다.

## 개요

### 주된 장기
동물체의 근간을 이루는 장기는 대부분이 몸통내에 보관 유지되고 있다. 심장과 폐는 흉부의 상부에 위치해 흉곽에 의해서 보호되고 있다. 또 소화기관의 대부분은 복부에 위치하고 있다. 예로서는 다음의 장기를 들 수 있다.
- 간장 - 유화 작용을 하는 담즙을 분비한다.
- 소장, 대장 - 음식으로부터 양분을 흡수한다.
- 항문 - 대변을 배출한다.
- 담낭 - 담즙을 저장·농축한다.
- 뇨관 - 오줌을 방광에 수송한다.
- 방광 - 오줌을 저장한다.
- 요도 - 오줌의 배출 경로임과 동시에 정자를 정낭에 수송한다.
- 골반부 - 남녀의 생식기를 보관한다.

### 주된 근육
동체의 근육은 여러 가지 근육이 있는데, 그것들을 총칭해 체간근이라고 한다.
- 흉근
- 복근
- 광배근
- 둔근

### 주된 신경
장기나 근육에는 주로 흉추를 기점으로 하는 신경이 분포하고 있다.
- 복측피지
- 외측피지
- 배측피지

## 같이 보기
- 허리